# Бранкурт ан Ланоа
Бранкурт ан Ланоа (фр. Brancourt-en-Laonnois) насеље је и општина у североисточној Француској у региону Пикардија, у департману Ен (Пикардија) која припада префектури Лаон.
По подацима из 2011. године у општини је живело 692 становника, а густина насељености је износила 105,49 становника/km². Општина се простире на површини од 6,56 km². Налази се на средњој надморској висини од 80 метара (максималној 179 m, а минималној 63 m).

## Демографија
| 1962. | 1968. | 1975. | 1982. | 1990. | 1999. | 2011. |
| ----- | ----- | ----- | ----- | ----- | ----- | ----- |
| 345   | 374   | 415   | 536   | 710   | 675   | 692   |

График промене броја становника у току последњих година